# Юліан Урсин Нємцевич
Юліан-Урсин Нємцевич гербу Равич (пол. Julian Ursyn Niemcewicz; 16 лютого 1758 в Скоках Берестейського повіту — 21 травня 1841, Париж) — польський драматург, повістяр, поет, мемуарист, громадський та політичний діяч, масон.

## Життєпис
Походив з середнього достатку шляхетської родини з-під Берестя (згодом із однієї з найзаможніших поліських родин). Закінчив варшавський Кадетський корпус. Виконував обов'язки ад'ютанта Адама Казимира Чорторийського. Подорожував до Франції, Англії та Угорщини. Інфлянтський посол Великого Сейму, активний учасник Патріотичного сторонництва, співавтор (з Гуґо Коллонтаєм) проекту Конституції 3 травня. У 1791 році був одним з співзасновників Об'єднання прихильників Урядової конституції. Після поразки Торговицької конфедерації на еміграції в Німеччині. Секретар Тадеуша Костюшка в часі повстання 1794 року. Після битви під Мацєйовицами потрапив у полон, ув'язнений в Петропавлівській фортеці в Петербурзі.
У 1796 р. звільнений російським царем Павлом І, разом з Костюшком емігрував до США, де оселився, узяв шлюб з американкою Сюзанною Лівінґстон Кін. У 1802–1804 роках відвідав Польщу, у 1807 році повернувся на батьківщину. У 1809 році нагороджений орденом Святого Станіслава. Від 1822 року мешкав в своїх володіннях в підваршавському Урсинуві (які мав замір наректи Америка), запровадив там сучасні методи ведення сільського господарства і цілком віддався літературній творчості. Був секретарем Варшавського герцогства і Конгресового королівства.
Подорожував країною як шкільний інспектор. Член Товариства приятелів наук від 1802 року, а з 1826 його очільник. Противник конспірації, а прихильник легалізму. Після вибуху Листопадового повстання у 1830 році виїхав з дипломатичною місією до Лондона. 5 грудня 1830 року під його керівництвом засідав Дослідницький комітет в справі російської аґентури. Від 1833 року в Парижі пов'язаний з крилом Адама Єжи Чорторийського. Член керівництва Організації національної єдності. Був очільником Історичного літературного товариства в Парижі.
Похований на цвинтарі в Монморансі.

### Вшанування
- Теперішню вулицю Голубовича у Львові раніше називали вулицею Нємцевича.[4]
- Теперішню вулицю Котляревського в Тернополі раніше називали вулицею Нємцевича.[5][6]

## Основні твори
- Владислав під Варною — трагедія 1788
- Казимир Великий — трагедія 1792
- Повернення посла — політична комедія 1791
- Фрагмент Тарґовицької біблії — політичний пасквіль
- На тарґовицьких провідників — політичний пасквіль
- Юліана Урсина Нємцевича, історичні подорожі землями польськими між 1811 і 1828 роками відбуті
- Пулави — поема в чотирьох піснях 1802—1804 (вид. 1855)
- Співи історичні — одна з найпопулярніших польських книжок 19 ст. на якій виховувалися покоління молоді
- Чотири пори життя людини — поема
- Історія панування Жиґмунта ІІІ, короля польського, великого князя литовського, руського, пруського, […] спадкового короля шведів, ґотів і вандалів
- Рік 3333 або незбагненний сон — антиутопія опублікована 1858 року

## Мережні ресурси
- Pamiętnik Juljana Ursyna Niemcewicza o czasach Księztwa Warszawskiego (1807—1809) [Архівовано 5 листопада 2011 у Wayback Machine.] (пол.)
- Rok 3333 czyli Sen niesłychany (пол.)
- Juljana Ursyna Niemcewicza, podróże historyczne po ziemiach polskich: od 1811 do 1828 roku [Архівовано 22 грудня 2015 у Wayback Machine.] (пол.)
- Dzieje panowania Zygmunta III (пол.)
- Notes of my captivity in Russia, in the years 1794, 1795, and 1796 (англ.)